# Dinaburg FC

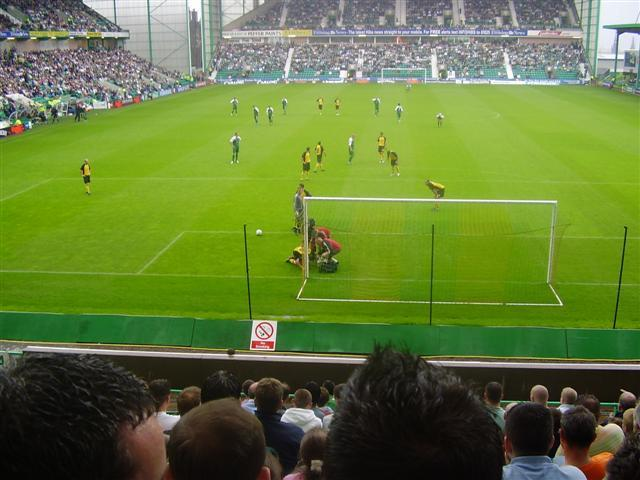
Partit de futbol de Dinaburg el 2006.

El Dinaburg FC Daugavpils fou un club de futbol letó de la ciutat de Daugavpils.

## Història
Evolució del nom:
- 1990: Celtnieks Daugavpils
- 1992: BJSS Daugavpils
- 1993: Auseklis Daugavpils
- 1994: Aldis FC
- 1995: Vilan-D
- 1996: Dinaburg FC

El 2009 es fusionà amb FK Daugava.

## Palmarès
- Copa letona de futbol:[2]
  - 1991